# Henricus Petrus van Leersum
Henricus Petrus van Leersum ( Eindhoven, 9 december 1763 - aldaar, 5 januari 1854 ) is een voormalig burgemeester van Eindhoven. 
Van Leersum werd geboren als zoon van burgemeester Johannes van Leersum en Johanna Borenbergen. Van 1786 tot 1787 was hij lid van de Patriottische Vaderlandse Sociëteit 'Concordia' in Eindhoven. Tegelijkertijd was hij burgemeester van Eindhoven. In die tijd had Eindhoven steeds twee burgemeesters, die voor een jaar werden benoemd. Van Leersum kwam in conflict met de stadhouder van de Drossaard, Willem Lodewijk Joost Spoor, en vluchtte in 1788 naar België.
In 1794 werd hij door de binnengevallen Fransen tot schepen benoemd. Hij bleef dat tot 1798. In deze tijd had van Leersum een groot aandeel in het streven van Brabant om als gewest te worden erkend. Tevens werd hij in 1794 tot directeur der posterijen benoemd, dat bleef hij tot 1844. Van 1810 tot 1846 was hij tevens raad van het Eindhovens stadsbestuur en van 1815 tot 1820 plaatsvervangend vrederechter te Eindhoven.
Hij trouwde op 30 juli 1797 met Hendrina Pijpers, geboren te Stratum omstreeks 1771, dochter van Cornelis Pijpers en Deliana Zeegers. Zij overleed in Eindhoven op 6 oktober 1834. 